# Magnus Langhorn
Magnus Langhorn  (født i 1690 på Christiansø død 1759 på Rosenborg Slot). Han studerede lægekunsten i København, gik derpå i tjeneste hos den danske kronprins Christian (senere Christian 6.), og som hans livskirurg erhvervede han sig i den grad sin herres gunst og nåde, at denne straks efter sin tronbestigelse i 1730 udnævnte ham til Oberstløjtnant i infanteriet og til slotsforvalter og kommandant på Rosenborg Slot. I denne behagelige stilling levede han til sin død i 1759 under lykkelige forhold og i jævnlig berøring med  kongehuset. I 1725 ægtede han Dorothea Elisabeth Wagner, datter af Dr.med. og overlæge for flåden, Reinhold Wagner 1672-1711.